# بنجامين هووكس
بنجامين هووكس (بالإنجليزية: Benjamin Hooks)‏ هو مدافع عن الحقوق المدنية أمريكي، ولد في 31 يناير 1925 في ممفيس في الولايات المتحدة، وتوفي بنفس المكان في 15 أبريل 2010.

## وصلات خارجية
- بنجامين هووكس على موقع الموسوعة البريطانية (الإنجليزية)
- بنجامين هووكس على موقع إن إن دي بي (الإنجليزية)